# Seznam kanadskih znanstvenikov
Seznam kanadskih znanstvenikov.

## A
- Sid Altman

## B
- Sir Frederick Banting (1891-1941)
- Charles Best (1899-1978)
- Wilfred Bigelow
- Bertram Neville Brockhouse

## D
- Sir William Dawson (1820-1899)

## G
- William Francis Giauque
- James Gosling

## H
- Gerhard Herzberg
- David Hubel

## K
- Doreen Kimura

## L
- Julia Levy
- Sir William Logan (1798-1875)

## M
- John Macoun (1831-1920)
- Rudolph Marcus
- Maud Menten (1879-1960)
- Henry Morgentaler

## O
- Sir William Osler

## P
- Wilder Penfield
- Steven Pinker
- John Polanyi

## R
- Hubert Reeves

## S
- Charles Edward Saunders
- Arthur Schawlow
- Myron Scholes
- Hans Selye
- Michael Smith (1932-2000)
- David Suzuki (1936-)

## T
- Henry Taube
- Richard Taylor

## U
- Irene Ajako Učida

## V
- William Vickrey

## W
- Harold Williams
- Tuzo Wilson